# ميبتازينول
ميبتازينول Meptazinol (الاسم التجاري Meptid) هو مسكن ألم أفيوني، تم تطويره بواسطة وايث Wyeth في عام 1970م
يوصف للألم المعتدل إلى الشديد، ويستخدم بشكل شائع في تسكين آلام الولادة. يتميز هذا المركب بفترة بدي تأثير سريعة كما أن مدة تأثيره تعتبر قصير، مقارنة بالمواد الأفيونية الأخرى مثل المورفين، بنتازوسين، أو البوبرينورفين.

## الآثار الجانبية
- يمكن أن يحدث تحمل واعتماد عند بعض الأشخاص.
- شعور بالدوار.
- شعور بالنعاس.
- صداع.
- زيادة تعرق.
- عسر هضم.
- غثيان وإقياء.
- طفح جلدي.
- آلام بالمعدة.

قد يحدث بشكل نادر:
- انقباض في بؤبؤ العين.
- صعوبة في التبول.
- مشاكل في الصفراء.
- زيادة في معدل ضربات القلب.
- انخفاض الرغبة الجنسية.
- احمرار الوجه.
- تغيرات في المزاج.
- حكة.

## التداخلات الدوائية
يتداخل مع كل مما يلي:
- السيميتيدين.
- سيبروفلوكساسين.
- دومبيريدون.
- ميتوكلوبراميد.
- موكلوبميد.
- ريتونافير.
- مضادات الذهان.
- مزيلات القلق.
- المنومات.
- مثبطات أوكسيداز أحادي الأمين.
- الكينولون.
- مضادات الاكتئاب ثلاثية الحلقات.

## المحاذير
يستخدم بحذر في الحالات التالية:
- الحساسة للدواء.
- تعاطي الكحوليات.
- اضطرابات بالإدراك.
- الربو.
- مشاكل في التنفس.
- ارتفاع الضغط داخل الجمجمة أو إصابة الرأس.
- مشاكل في الغدة الدرقية.
- عند انخفاض ضغط الدم.
- مشاكل في الكلى.
- مشاكل في البروستات.
- إذا قمت بأخذ أحد أدوية مثبطات الأنزيم مونو أمينو أوكسيداز MAO-I خلال ال 14 يوم الماضية.[4]

## وصلات خارجية
- Meptazinol في المكتبة الوطنية الأمريكية للطب نظام فهرسة المواضيع الطبية (MeSH).